# Orchard (Texas)
Orchard é uma cidade localizada no estado norte-americano de Texas, no Condado de Fort Bend.

## Demografia
Segundo o censo norte-americano de 2000, a sua população era de 408 habitantes.
Em 2006, foi estimada uma população de 489, um aumento de 81 (19.9%).

## Geografia
De acordo com o United States Census Bureau tem uma área de
1,0 km², dos quais 1,0 km² cobertos por terra e 0,0 km² cobertos por água. Orchard localiza-se a aproximadamente 38 m acima do nível do mar.

## Localidades na vizinhança
O diagrama seguinte representa as localidades num raio de 16 km ao redor de Orchard.